# Йордан Митков
Йордан Митков е български състезател по вдигане на тежести.

## Биография
Роден е на 3 април 1956 г. в град Асеновград. Започва да тренира вдигане на тежести през 1968 при Иван Веселинов, а след това при Стойчо Стойчев. От 1968 до 1980 г. когато прекратява активната си състезателна дейност, се състезава само с екипа на „Асеновец“ (Асеновград) в категория до 75 кг.
Завършва ВИФ (София) и тук е забелязан от треньора на националния отбор Иван Абаджиев. Първите му успехи са през 1975 г. когато печели сребърен медал от европейски и световно първенство. Сред спортните му постижения са:
- Бронзов медал от Европейско първенство (1976).
- Олимпийски шампион от летните олимпийски игри в Монреал през 1976 г.
- Европейски шампион (1979).
- Поставя 12 световни и 3 олимпийски рекорда.[1]

Пропуска летните олимпийски игри в Москва през 1980 г. поради заболяване от хепатит и прекратява спортната си кариера на 24-годишна възраст.
Посвещава се на треньорската професия в Средно спортно училище (Асеновтрад) и СК „Асеновград“. По-късно има частен бизнес.Първия почетен гражданин на Асеновград.